# Очерёдность операций
Очерёдность операций в программировании — установленная синтаксисом конкретного языка программирования последовательность выполнения операций (или направление вычисления), реализуемая когда операции имеют одинаковый приоритет и отсутствует явное (с помощью скобок) указание на очерёдность их выполнения. Ассоциативность (от лат. associatio) — свойство операций, позволяющее восстановить последовательность их выполнения при отсутствии явных указаний на очерёдность при равном приоритете; при этом различается левая ассоциативность, при которой вычисление выражения происходит слева направо, и правая ассоциативность — справа налево. Соответствующие операторы называют левоассоциативными и правоассоциативными.
Например, в языке Python большинство операций имеет левую ассоциативность, в то время как возведение в степень правоассоциативно:
Правая ассоциативность (вычисление выражения справа налево), возведение в степень в языке Python:
```
x
 
**
 
y
 
**
 
z
 
==
 
x
 
**
 
(
y
 
**
 
z
)

2
 
**
 
2
 
**
 
3
 
==
 
2
 
**
 
(
2
 
**
 
3
)
 
==
 
256

(
2
 
**
 
2
)
 
**
 
3
 
==
 
64

```

Левая ассоциативность (вычисление выражения слева направо), побитовый сдвиг в языке Python:
```
x
 
<<
 
y
 
<<
 
z
 
==
 
(
x
 
<<
 
y
)
 
<<
 
z

2
 
<<
 
2
 
<<
 
3
 
==
 
(
2
 
<<
 
2
)
 
<<
 
3
 
==
 
64

2
 
<<
 
(
2
 
<<
 
3
)
 
==
 
2
 
<<
 
16
 
==
 
131072

```

В C# все бинарные операции, кроме присваивания имеют левую ассоциативность:
```
8
 
/
 
4
 
/
 
2
 
==
 
(
 
8
 
/
 
4
 
)
 
/
 
2

```